# Charles Ramsdell
Charles Allen Ramsdell (Oklahoma City, 13 gennaio 1985) è un ex cestista statunitense naturalizzato malgascio, professionista in Europa.

## Carriera
Con il Madagascar ha disputato i Campionati africani del 2011.